# Teoria mechanizmów i maszyn
Teoria mechanizmów i maszyn (TMM) - dziedzina wiedzy inżynierskiej, część inżynierii mechanicznej. Jest mechaniką praktyczną, łączącą mechanikę teoretyczną z projektowaniem mechanizmów.

Historia TMM
Rozwój Teorii Mechanizmów i Maszyn ma nierozerwalny związek z postępem cywilizacyjnym człowieka na przestrzeni wieków, z mechanizmami odkrywanymi w czasach średniowiecznych i starożytnych.Pierwszym urządzeniem mechanicznym realizującym ruch postępowy był tzw. pięściok, znany dzisiaj klin. Wszystkie noże, piły, skrobaki są modyfikacją klina. na jego bazie nastąpił rozwój połączeń-zamków, jak np. koła zaklinowanego na wale, połączenia wpustowego, zębów kół zębatych itp. Wystąpił także w charakterze elementu przekazującego ruch prostoliniowy między dwiema płaszczyznami(starożytna prasa klinowa). Taki był początek współczesnej pary kinematycznej postępowej. Stosując w czasach prehistorycznych maczugę, człowiek odkrył znaczenie ruchu obrotowego silnie zwiększonego przez przedłużenie maczugi ramieniem dźwigni - ręką. Dźwignia była pierwszym mechanicznym urządzeniem realizującym ruch obrotowy. Znana była ona pod nazwą żurawia już w starożytnym Egipcie. Tak narodziło się dzisiaj stosowane połączenie zwane parą kinematyczną obrotową. 
W skład TMM wchodzi:
- struktura mechanizmów,
- kinematyka mechanizmów - zajmuje się wyznaczeniem trajektorii i prędkości elementów łańcucha kinematycznego,
- dynamika mechanizmów - zajmuje się wyznaczeniem przyspieszeń i sił jakie oddziałują na elementy łańcucha kinematycznego i pary kinematyczne.

TMM zajmuje się:
- analizą mechanizmów tj. określeniem ruchliwości, analizą kinematyczną i dynamiczną istniejącego lub planowanego mechanizmu,
- syntezą mechanizmów tj. projektowaniem struktury i geometrii mechanizmu posiadającego z góry określone i wymagane właściwości kinematyczne i dynamiczne.

Analiza i synteza mechanizmów zwykle są etapami procesu projektowania mechanizmu. Rozpoczyna go synteza, a następnie stosując techniki analizy sprawadza się funkcjonalność mechanizmu i w razie konieczności powraca do procesu syntezy w celu wykonania koniecznych zmian i tak aż do uzyskania zadowalającej konstrukcji.
Tylko dla prostych mechanizmów udaje się stworzyć łatwy do analizy model matematyczny. W większości przypadków przy tradycyjnej analizie mechanizmów stosuje się metody wykreślne ich analizy. Współczesne metody komputerowe pozwalają prowadzić sprawną analizę nawet skomplikowanych mechanizmów. Powoduje to stopniowe wyjście z użycia metod analitycznych i wykreślnych.
Typowymi mechanizmami są:
- mechanizm korbowodowy
- czworobok przegubowy
- mechanizm Cardana
- mechanizm krzywkowy